# 前加法圏
数学、特に圏論において、前加法圏とは可換群のなすモノイド圏で豊穣化した圏のことである。言い換えると、圏Cが前加法的であるとは、Cの各hom集合 Hom(A,B) が可換群の構造を持ち、さらに射の合成について双線形であることをいう。
可換群の圏 を Ab と書く記法に由来して、前加法圏を「Ab-圏」と呼ぶこともある。著者によっては前加法圏を加法圏と呼ぶこともあるが、ある特別な前加法圏(以下の#特別な場合を参照)のことを加法圏と呼ぶのが最近の傾向である。

## 例
前加法圏のもっとも明らかな例は圏Ab自身である。より詳しくいうと、Abは閉モノイダル圏である。注意すべきは可換性が重要な意味を持つことで、これにより群の準同型の和が準同型になることが保証される。対照的に、全ての群からなる圏は閉じていない。中可換圏を見よ。
他の例:
- 環 R 上の(左)加群の圏 R-Mod。特に
  - 体 K 上の線形空間の圏 KVect
- 環 R 上の行列環を加法圏（英語版）の項目と同じ方法で圏とみなした Mat(R)
- 任意の環をひとつの対象のみからなる圏と考えたとき、前加法圏である。ここで、射の合成は環の積であり、唯一のhom集合は台となる可換群である。

これらにより、何について考えるべきかということが見えてくる。更なる例は、後述する#特別な場合節へ。

## 基本的な性質
各hom集合 Hom(A,B) は可換群であるので、ゼロ元 0 を持つ。これは、A から B へのゼロ射である。射の合成が双線形であることから、ゼロ射との合成(どちらの向きでも)はまたゼロ射になる。簡単な直観として、合成を乗法のようなものだと思えば、これはゼロとの積がいつでもゼロになることを言っている。この考えを進めると、合成の双線形性は加法に関する乗法の分配法則であることが分かる。
前加法圏のひとつの対象 A に注目すると、これらの事実から自己準同型のhom集合 Hom(A,A) は合成を乗法にとると環になることが分かる。この環はAの自己準同型環である。逆に、全ての(単位元を持つ)環はある前加法圏の自己準同型環である。実際、環 R について、前加法圏 R をただひとつの対象 A を持ち、Hom(A,A) を R とし、合成を環の積とすることで定義することができる。Rは可換群であり乗法は環の双線形(分配法則を満たすこと)であるので、R は前加法圏となる。圏論の研究者は環 R と 圏 R を同じものの異なる表現と考えることがよくある。さらに一部のひねくれた研究者は環をちょうどひとつの対象からなる前加法圏であると定義しようとする(モノイドをひとつの対象からなる圏とみなすことと同様である ― そして、環の加法的な構造を忘れるとモノイドになる)。
このように、前加法圏は環の一般化であるとみることができる。環論の多くの概念、例えばイデアル、ジャコブソン根基、剰余環はこの設定の下でそのまま一般化可能である。この一般化を行う場合は、前加法圏の射を「一般化された環」の「元」だと考えるとよい。この記事ではこれ以上は踏み込まないことにする。

## 加法的関手
CとDを前加法圏とする。このとき、関手 F: C → D が加法的であるとは、圏Abで豊穣化した関手であることをいう。すなわち、F が加法的であるとは C の各対象 A と B に対して、射関数 f: Hom(A,B) → Hom(F(A),F(B)) が群の準同型であることをいう。前加法圏の研究対象の関手はほとんどが加法的である。
簡単な例として、環 R と S をひとつの対象からなる前加法圏 R と S で表現している場合は、R から S への環の準同型は R から S への加法的関手で表現される。逆もまたいえる。
C が圏であり、 D は前加法圏であるとすると、関手圏 Fun(C,D) もまた前加法圏である。なぜなら、自然変換を自然なやり方で足すことができるからである。さらに C も前加法圏である場合、加法的関手と自然変換からなる圏 Add(C,D) も前加法圏である。
最後の例は環上の加群の一般化を導く。C を前加法圏としたとき、Mod(C) := Add(C,Ab) は C 上の 加群圏 と呼ばれる。C が環 R に対応した前加法的圏である場合は、これは通常の(左)R加群の圏になる。前と同様に、事実上全ての加群の概念は、この方法により一般化できる。

## 双積
前加法圏における任意の有限積は余積でもあり、逆も成り立つ。実際、有限積も有限余積も以下の双積条件で特徴付けることができる。
対象 B が対象 A1,...,An の双積であるのは、射影 pj: B → Aj と 入射 ij: Aj → B が存在して、(i1 o p1) + ··· + (in o pn) が B の恒等射であり、pj o ij がAj の恒等射であり、j と k が異なる場合はpj o ik が Ak から Aj へのゼロ射であるときであり、またそのときに限る。
この双積は、直和の記法を借用して、A1 ⊕ ··· ⊕ Anと書かれる。これは、よく知られた前加法圏であるAb における双積が直和であることが理由である。しかし、無限直和がいくつかの圏で、例えば Abで、意味を持つのに対して、無限双積は意味をなさない。
n = 0 のときの双積条件は非常に簡単になる。B がゼロ個の双積であるのは、B の恒等射がゼロ射になるときであり、またそのときに限る。言い換えると、hom集合 Hom(B,B) が自明な環であることである。ゼロ個の双積は終対象(ゼロ個の積)であり余終対象(ゼロ個の余積)であるので、結局はゼロ対象になる。実は、「ゼロ対象」という用語はAbのようにゼロ対象がゼロ群になるような前加法圏の研究に由来する。
全ての双積を持つ(ゼロ対象も含む)ような前加法圏を加法圏と呼ぶ。双積は主に加法圏において重要であり、そこではさらなる性質を見出すことができる。

## 核と余核
前加法圏のhom集合はゼロ射を持っているので、核と余核の概念が意味を持つ。それは、f: A → B を前加法圏の射としたとき、f の核は f と A から B へのゼロ射とのイコライザーであり、fの余核は f とこのゼロ射の余イコライザーである。積と余積の場合と異なり、前加法圏では f の核と余核は一般には等しくない。
可換群や環上の加群に特化すると、核の概念は通常の準同型の核と一致する、ただし、f: A → B の通常の核 K とその埋め込み K → A を同一視する。しかし、一般の前加法圏では核や余核の存在しない射も存在する。
核と余核とhom集合の群構造には便利な関係がある。f と g を平行射とするとき、f と g のイコライザーと g − f の核は片方が存在すれば一致する。同様のことが余イコライザーに関しても成り立つ。この事実から二項イコライザーには「差核」という別の名前がある。
双積と核と余核が全て存在する前加法圏を前アーベル圏と呼ぶ。前加法圏の核と余核は前アーベル圏において主に有用であり、さらに多くの性質を見出すことができる。

## 特別な場合
以下の特別な場合の前加法圏のおおくについては既に上で述べたが、参考のためにここでもあわせて挙げておく。
- 環はちょうどひとつの対象をもつ前加法圏である
- 加法圏は全ての有限双積をもつ前加法圏である
- 前アーベル圏は全ての核と余核をもつ加法圏である
- アーベル圏は全てのモノ射とエピ射が正規（英語版）である前アーベル圏である

研究されているほとんどの前加法圏は実際にはアーベル圏である。例えば、Abはアーベル圏である。